# Plagiosiphon emarginatus
Plagiosiphon emarginatus là một loài thực vật có hoa trong họ Đậu. Loài này được (Hutch. & Dalziel) J.Leonard miêu tả khoa học đầu tiên.